# Káplár Miklós
Káplár Miklós (Hajdúböszörmény, 1886. június 1. – Hajdúböszörmény, 1935. április 7.) magyar festőművész.

## Élete
Először pásztor, majd mészároslegény volt, a budapesti vágóhídon dolgozott.
Festeni autodidaktaként kezdett, de később Zemplényi Tivadar és Réti István tanítványa lett, majd Rippl-Rónai József mellett dolgozott.
1928-ban és 1931-ben a Nemzeti Szalonban rendezett kiállítást alföldi témájú képeiből.
Művészetét tévesen az úgynevezett naiv festők közé sorolták, ennek ellenére nem volt az, bár műveiben érezhető volt a népi művészet, és a benne élő ember szemével jelenítette a Hortobágyot.
Művei közül több is megtalálható a debreceni Déri Múzeumban.
Hajdúböszörményben hunyt el 49 évesen, 1935 április 7-én.